# دستگاه مایکروویو
اجاق مایکروویو یا مایکروویو یا تندپزیا موج‌پز گونه‌ای اجاق است که از راه تابش الکترومغناطیسی ریزموج، و به جنبش درآوردن مولکول‌های آب و دیگر مولکولهای قطبیده، غذا را گرم کرده، سبب می‌شود که غذا در زمان کوتاهی بپزد.

## طرز کار دستگاه
فرکانس امواج مایکروویو از امواج مرئی کمتر است، پس انرژی کمتری دارند. دلیل گرم‌شدن مواد غذایی با امواج مایکروویو این است که مولکول‌های مواد هم مانند بقیه اجسام، فرکانس طبیعی (فرکانس رزونانس) دارند. فرکانس طبیعی آن‌ها، فرکانس ارتعاشات نامنظم (کاتوره‌ای) آن‌هاست. هنگامی که فرکانس امواج در محدوده فرکانس طبیعی مولکول باشد، می‌توانند دامنه جنبش مولکول‌های قطبی را نیز بیشتر کنند و به شدت نوسان مولکول‌ها اضافه کنند. این نوسان‌های کوچک، می‌توانند تبدیل به نوسان‌های بزرگ‌تر شوند.
در جدول زیر، فرکانس طبیعی چند مولکول دو اتمی آمده‌است.
| مولکول                  | فرکانس طبیعی |
| ----------------------- | ------------ |
| Hydrogen chloride (HCl) | ۸٫۶۶×۱۰۱۳ Hz |
| Carbon monoxide (CO)    | ۶٫۴۲×۱۰۱۳ Hz |
| Nitrous oxide (N2O)     | ۵٫۶۳×۱۰۱۳ Hz |

این فرکانس‌ها همگی در محدوده امواج فروسرخ‌اند.
امواج الکترومغناطیس، در واقع از یک جفت موج الکتریکی و مغناطیسی عمود برهم تشکیل شده‌اند. مولکول آب یک مولکول قطبی است. دلیل قطبی بودنش این است که اتم اکسیژن الکترونگاتیوی بیشتری نسبت به اتم هیدروژن دارد. یعنی الکترون‌ها را بیشتر جذب می‌کند و برای همین، هر مولکول آب، یک قطب مثبت و یک قطب منفی دارد.
وقتی یک مولکول قطبی در یک میدان الکتریکی قرار می‌گیرد، تمایل دارد که در جهت میدان سمت‌گیری کند. حالا اگر این میدان به صورت موج باشد، دائماً جهت مولکول عوض می‌شود. فرکانس امواج اجاق مایکروویو، ۲٫۴۵ گیگاهرتز (۲٫۴۵×۱۰۹ Hz) است. این فرکانس به فرکانس طبیعی مولکول‌های آب نزدیک است. در نتیجه مولکول‌های آب در اجاق، دائماً در حال تغییر جهت‌اند. این تغییر جهت باعث شکسته شدن پیوند بین مولکول‌ها می‌شود. دست آخر انرژی موج، به انرژی گرمایی تبدیل می‌شود و بنابراین، آب موجود در غذا گرم، و در نتیجه غذا گرم می‌شود.
فلزات این امواج را بازمی‌تابانند؛ بنابراین درون اجاق مایکروویو، امواج دائماً در حال رفت و برگشت هستند و غذا را درون آن گرم می‌کنند. برای همین، غذاهای آبکی بیشتر گرم می‌شوند ولی ظروف پلاستیکی و شیشه‌ای اصلاً گرم نمی‌شوند (مگر اینکه بر اثر رسانایی گرمایی، از راه غذا گرم شوند).

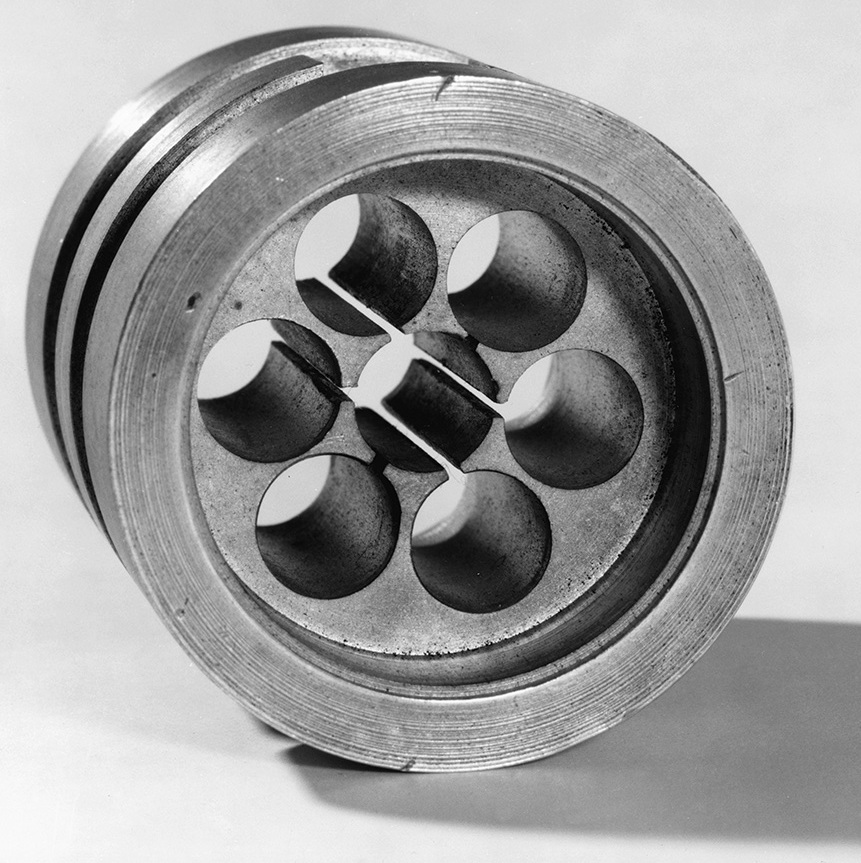
بخشی از یک مگنترونِ اجاق مایکروویو.

 امواج مایکروویو را وسیله‌ای به نام مگنترون (به انگلیسی: magnetron) تولید می‌کند.
برای اینکه این امواج به همه جای غذا برسند، ظرف غذا معمولاً بر روی یک پای چرخان می‌چرخد. در مدل‌های قدیمی تر هم از یک پروانه فلزی برای پخش کردن امواج استفاده می‌شد. بدون چرخاندن غذا یا پخش کردن امواج، همه جای غذا گرم نمی‌شود. امواج درون اجاق مایکروویو، امواج ایستا (standing wave) هستند. چون طول موج این امواج حدود ۱۲٫۲۵ سانتی‌متر است، هر ۶٫۱۲۵ سانتی‌متر، دامنهٔ امواج تقریباً برابر صفر است (گره‌های موج ایستا). پس مولکول‌های مواد غذایی در این نقاط تحت تأثیر امواج قرار نگرفته، گرم نمی‌شوند. با قرار دادن لایه یکنواختی از پنیر کف اجاق، بدون میز چرخان، می‌توان این نقاط را دید. در واقع نقاطی که پنیر ذوب نشده، این نقاط هستند.

## مزایای استفاده از اجاق مایکروویو
اجاق مایکروویو برای یخ‌زدایی مواد غذایی یخ‌زده مثل انواع گوشت و سبزیجات مطلوب است که در عرض چند دقیقه انجام می‌شود. برتری دیگر پخت با اجاق مایکروویو حفظ عطر طبیعی غذاست که باعث می‌شود نمک یا شکر بیش از مقدار لازم به غذا افزوده نشود. اجاق مایکروویو غذا را با رطوبت خودش می‌پزد بنابراین لازم نیست چربی اضافی یعنی کره یا روغن به آن افزوده شود.
اجاق مایکروویو غذا را در زمان کوتاه بدون افزودن آب یا چربی می‌پزد؛ از طرفی همه انرژی در اجاق مایکروویو صرف پخت‌وپز می‌شود و برای گرم کردن ظرف یا طبقات فر هدر نمی‌رود بنابراین اجاق مایکروویو وسیله‌ای سازگار با مصرف بهینه انرژی است.

## معایب استفاده از اجاق مایکروویو
زمان پخت غذا در اجاق مایکروویو کوتاه است و میکروب‌هایی که احتمالاً در غذا وجود دارند از بین نمی‌روند.
همچنین این دستگاه نیاز به نگهداری و تمیز شدن مداوم دارد زیرا مواد غذایی که درون اجاق مایکروویو برای گرم شدن قرار می‌گیرد بر اثر حرارت، روغن یا آب موجود در آن‌ها به دیواره‌های دستگاه می‌چسبد لذا بهتر است هر چند وقت یک‌بار با یک پارچه نم‌دار داخل آن تمیز شود.

## مخترع
پرسی لی بارون اسپنسر مخترع اجاق مایکروویو بود  که ۹ ژوئیه سال ۱۸۹۴ در شهر هولند ایالت مِین آمریکا زاده شد و در ۸ سپتامبر ۱۹۷۰ در ۷۶ سالگی درگذشت.

## باورهای اشتباه
اجاق مایکروویو غذا را کاملاً از درون نمی‌پزد. امواج مایکروویو تنها تا عمق کمی درون غذا نفوذ می‌کنند و حرارت چندانی در عمق بیش از سطح غذا در آن ایجاد نمی‌شود. برای مثال، عمق نفوذ امواج (Penetration depth) در گوشت حدود ۱سانتی‌متر در بسامدهای رایج این دستگاه‌ها است.

## تولید جرقه با انگور توسط امواج مایکروویو
محققان در کانادا دریافتند که انگور به عنوان تشدید کننده تابش مایکروویو عمل می‌کند. یعنی انگورها این انرژی را به دام می‌اندازند، سپس انرژی در یک لحظه متلاشی می‌شود.
با تصویربرداری از گرما، تیم نشان داد که انرژی به دام افتاده یک نقطه داغ در مرکز انگور را تشکیل می‌دهد. اما اگر دو انگور در کنار یکدیگر بنشینند، آن نقطه داغ در جایی که انگور لمس می‌شود شکل می‌گیرد. نمک‌های موجود در پوست انگور اکنون به صورت الکتریکی یا یونیزه شده می‌شوند. با آزاد شدن یون‌های نمکی، شعله‌ور پلاسما ایجاد می‌شود.